# Lindneromyia abessinica
Lindneromyia abessinica är en tvåvingeart som först beskrevs av Oldenberg 1913.  Lindneromyia abessinica ingår i släktet Lindneromyia och familjen svampflugor. Inga underarter finns listade i Catalogue of Life.